# Astilodes
Astilodes Zabka, 2009 è un genere di ragni appartenente alla famiglia Salticidae.

## Distribuzione
L'unica specie oggi nota di questo genere è stata rinvenuta in Australia, nella regione del Queensland.

## Tassonomia
A giugno 2011 si compone di una specie:
- Astilodes mariae Zabka, 2009[2] — Australia (Queensland)